# مینه‌سوند
مینه‌سوند (نروژی: Minnesund) یک روستا در نروژ است که در شهرداری ایدسوول واقع شده‌است. این روستا در انتهای جنوبی دریاچه میوسا واقع شده‌است. در سال ۲۰۰۵، جمعیت آن ۴۸۸ نفر بود.